# Generación dorada
En los deportes, generación dorada, generación de oro o equipo de oro, hace referencia a un conjunto de jugadores excepcionalmente talentosos y de edad similar, cuyos logros han, o se espera alcancen, un nivel de éxito superior al que su equipo previamente ha conseguido.

## Básquetbol

### Argentina (2000-2016)
Liderada por Manu Ginóbili y compuesta de jugadores como Luis Scola, Fabricio Oberto, Carlos Delfino, Andrés Nocioni, Pablo Prigioni y Walter Herrmann, la selección de básquetbol de Argentina de entre 2000 y 2016 ha sido acuñada como la Generación Dorada. El equipo llegaría a acumular un total de 17 medallas de oro, plata y bronce, incluyendo los oros en el Campeonato FIBA Américas de 2001 y 2011, el Campeonato Sudamericano de Baloncesto de 2001, 2004, 2010 y 2012, el FIBA Diamond Ball 2008 y la presea olímpica de Atenas 2004, además de lograr alcanzar el primer puesto del Ranking Mundial FIBA al final de los Juegos Olímpicos de Pekín 2008.

## Fútbol

### CONMEBOL

#### Chile (2008-2018)

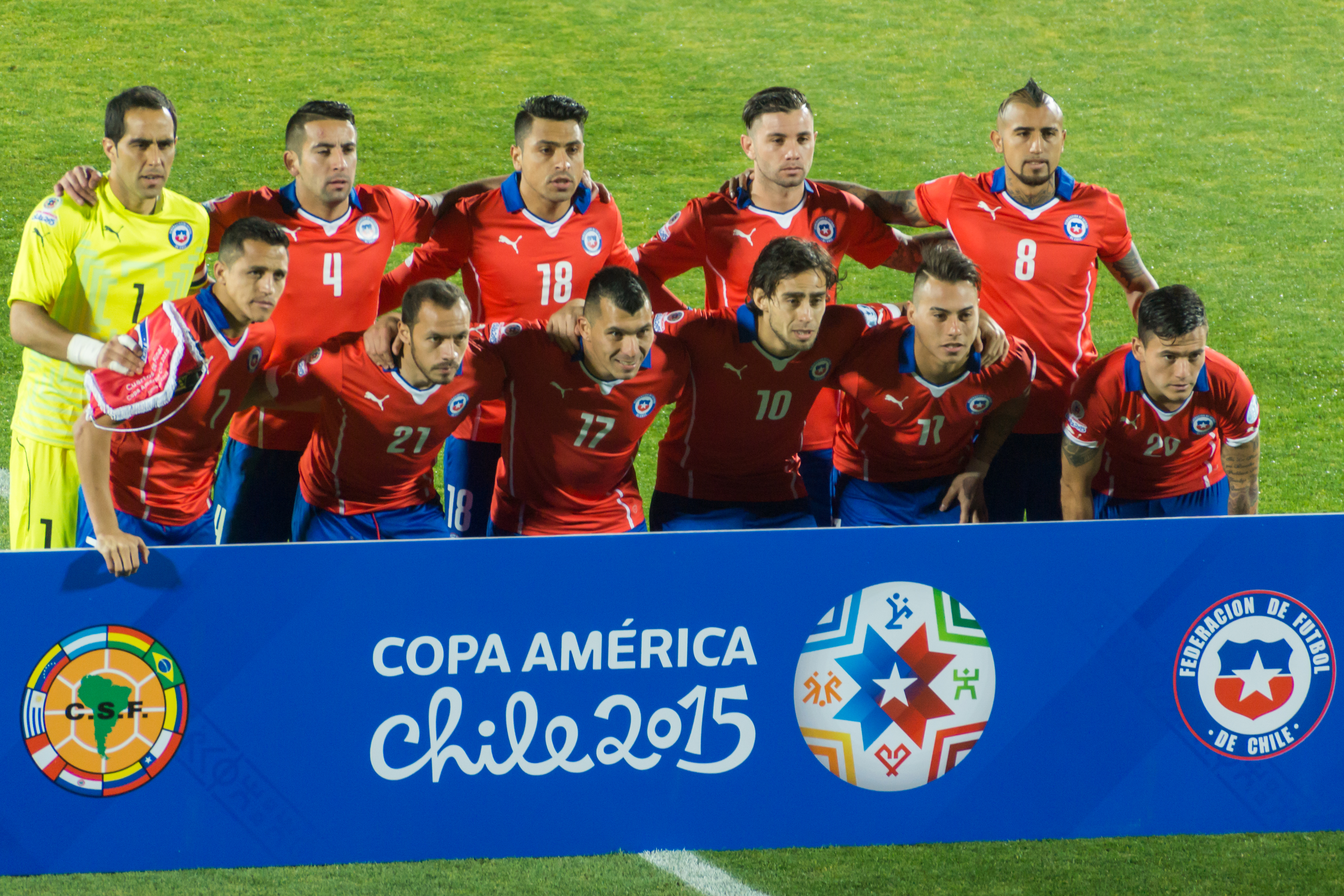
Alineación de Chile contra Uruguay por los cuartos de final de la Copa América 2015.

Fue un periodo forjado por el entrenador local José Sulantay y tuvo el aporte de clubes de las principales ligas europeas —las mejores en el mundo—, así como de técnicos de Argentina —el país futbolizado limítrofe—. Alcanzó su mejor puesto en la Clasificación Mundial de la FIFA: el tercero en 2016 y la reivindicó como la «cuarta selección sudamericana alcanzando a las importantísimas selecciones de Perú y Paraguay en títulos
» —tras las potencias regionales: Brasil (primera), Argentina (segunda) y Uruguay (tercera)—. Sus jugadores nacieron en la década de 1980 y fueron formados principalmente en Cobreloa, Colo-Colo, Universidad Católica y Universidad de Chile.. Sus principales logros fueron alcanzar Octavos de final en la Copa Mundial de Fútbol de 2014, y los triunfos de la Copa América 2015 y Copa América 2016 frente a la Selección de fútbol de Argentina en ambas finales, conformada por jugadores de alto nivel como Lionel Messi.

### UEFA

#### Croacia (2017-presente)

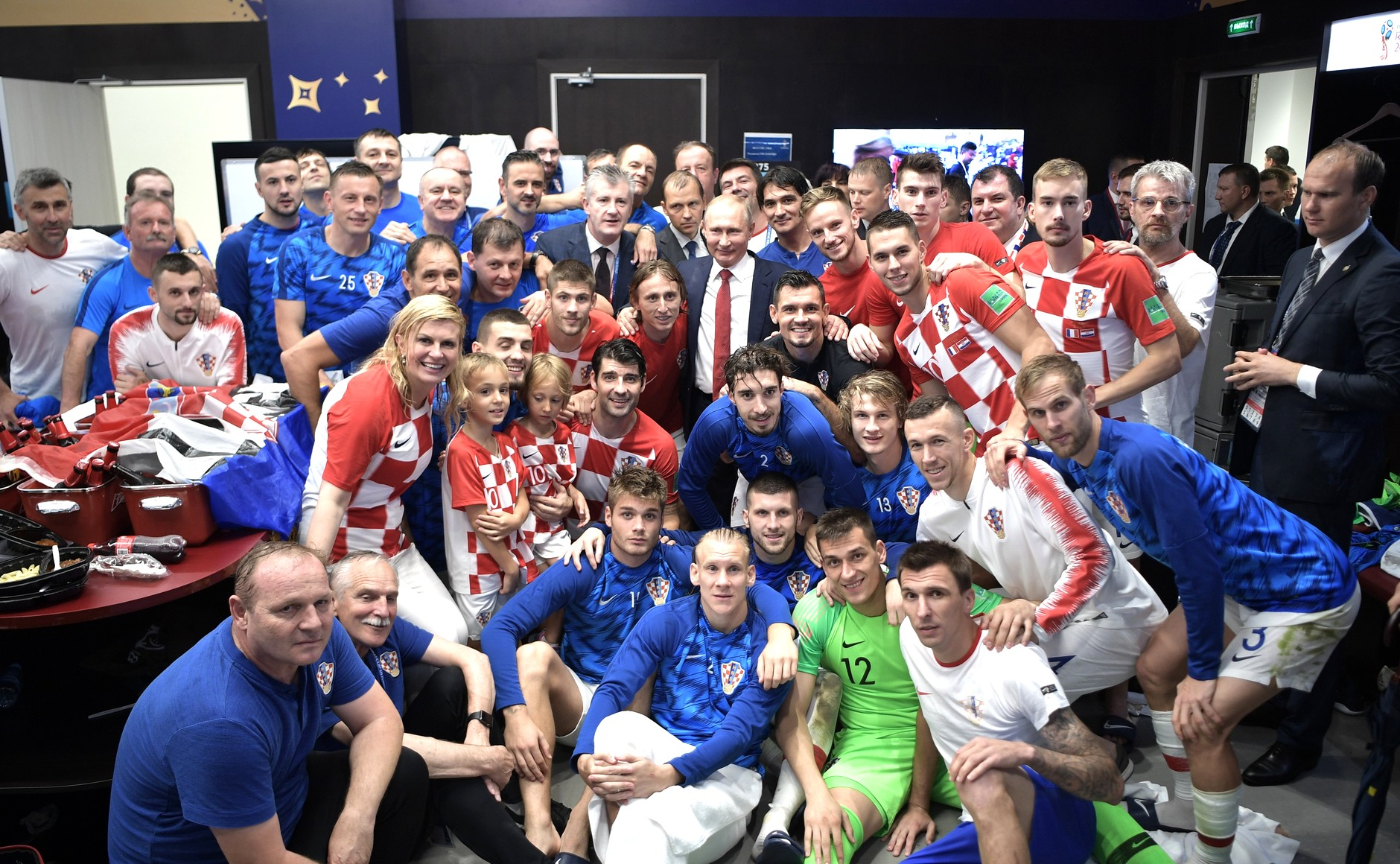
Equipo croata subcampeón de la Copa Mundial de Fútbol de 2018 posando junto a Vladímir Putin y Kolinda Grabar-Kitarović, presidentes de Rusia y Croacia, respectivamente.

La selección de fútbol de Croacia de finales de los años 2010 ha sido llamada como la «segunda Generación Dorada»; esto en referencia a la selección croata de finales de los 90 que conseguiría la medalla de bronce en la Copa Mundial de Fútbol de 1998. El equipo, bajo el liderazgo del capitán Luka Modrić y jugadores clave como Mario Mandžukić, Ivan Rakitić e Ivan Perišić, alcanzaría la final de la Copa Mundial de Fútbol de 2018, dónde perderían 4:2 ante la selección de Francia. Croacia recibiría elogios por su desempeño en el torneo, ganando todos sus partidos en fase de grupos por primera vez, y avanzando a la final con los récords igualados de ganar dos tandas de penaltis seguidas y el de llevar tres enfrentamientos seguidos a tiempo suplementario. Modrić además recibiría múltiples premios ese año, incluidos el Balón de Oro y The Best FIFA al mejor jugador del mundo.

#### Hungría (1950-1956)
La selección de fútbol de Hungría de la década de los 50 sería conocida como el «equipo de oro» (aranycsapat), jugando con un sistema de juego precursor al fútbol total, llegaría a registrar una racha de cuatro años invicto, con una única derrota en contra de Alemania Occidental en la final de la Copa Mundial de fútbol de 1954, torneo donde lograrían anotar 27 goles, el equipo además ganaría los Juegos Olímpicos de Henlsinki 1952 y conseguiría liderar la Clasificación Elo del fútbol mundial con 2231 puntos, más que ninguna otra selección en la historia.

## Hockey sobre hielo

### Canadá (2005-2016)
Nacidos a mediados de los 80, la generación dorada de la selección de hockey sobre hielo de Canadá llegó a conseguir cinco títulos consecutivos del Campeonato Mundial Sub-20 de Hockey sobre Hielo entre 2005 y 2009, subsecuentemente lograrían ganar los Juegos Olímpicos de Invierno de 2010 y 2014, además del oro en la Copa Mundial de Hockey sobre Hielo de 2016.